# Пасажер 57
„Пасажер 57“ (на английски: Passenger 57) е американски игрален филм (екшън) от 1992 година на режисьора Кевин Хукс, по сценарий на Дейвид Лоухери и Дан Гордън. Във филма участват Уесли Снайпс и Брус Пейн. Успехът на филма популяризира Снайпс като екшън герой, както и неговата фраза „Винаги залагайте на черно“.

## Дублажи

### БНТ
| Преводач            | Надя Баева                                                                                  |
| Редактор            | Катерина Бързева                                                                            |
| Тонрежисьор         | Трендафилка Немска                                                                          |
| Режисьор на дублажа | Димитър Караджов                                                                            |
| Озвучаващи артисти  | Красимира Казанджиева Силвия Русинова Румен Рачев Пламен Манасиев Иван Райков Мариус Донкин |

### bTV(2012)
| Преводач            | Светла Василева                                                           |
| Тонрежисьор         | Наско Кашаров                                                             |
| Режисьор на дублажа | Тамара Войс                                                               |
| Озвучаващи артисти  | Ирина Маринова Вера Методиева Тодор Георгиев Владимир Колев Силви Стоицов |